# Lista planetelor minore/2901–3000
Aceasta este Lista planetelor minore/2901–3000; pentru a naviga prin lista completă vezi Lista planetelor minore.
Pentru ale detalii vezi și Proiect:Astronomie sau Portal:Astronomie.
| Nume              | Denumire provizorie | Data descoperirii  | Locul descoperirii     | Descoperitor(i)                                        |
| ----------------- | ------------------- | ------------------ | ---------------------- | ------------------------------------------------------ |
| 2901 Bagehot      | 1973 DP             | 27 februarie 1973  | Hamburg-Bergedorf      | L. Kohoutek                                            |
| 2902 Westerlund   | 1980 FN3            | 16 martie 1980     | La Silla               | C.-I. Lagerkvist⁠(d)                                    |
| 2903 Zhuhai       | 1981 UV9            | 23 octombrie 1981  | Nanking⁠(d)             | Purple Mountain Observatory⁠(d)                         |
| 2904 Millman      | 1981 YB             | 20 decembrie 1981  | Anderson Mesa          | E. Bowell                                              |
| 2905 Plaskett     | 1982 BZ2            | 24 ianuarie 1982   | Anderson Mesa          | E. Bowell                                              |
| 2906 Caltech      | 1983 AE2            | 13 ianuarie 1983   | Palomar                | C. S. Shoemaker                                        |
| 2907 Nekrasov     | 1975 TT2            | 3 octombrie 1975   | Nauchnij⁠(d)            | L. I. Cernîh                                           |
| 2908 Shimoyama    | 1981 WA             | 18 noiembrie 1981  | Tōkai                  | T. Furuta⁠(d)                                           |
| 2909 Hoshi-no-ie  | 1983 JA             | 9 mai 1983         | Chirorin               | S. Sei⁠(d)                                              |
| 2910 Yoshkar-Ola  | 1980 TK13           | 11 octombrie 1980  | Nauchnij⁠(d)            | N. S. Cernîh                                           |
| 2911 Miahelena    | 1938 GJ             | 8 aprilie 1938     | Turku                  | H. Alikoski⁠(d)                                         |
| 2912 Lapalma      | 1942 DM             | 18 februarie 1942  | Turku                  | L. Oterma                                              |
| 2913 Horta        | 1931 TK             | 12 octombrie 1931  | Uccle⁠(d)               | E. Delporte                                            |
| 2914 Glärnisch    | 1965 SB             | 19 septembrie 1965 | Zimmerwald⁠(d)          | P. Wild                                                |
| 2915 Moskvina     | 1977 QY2            | 22 august 1977     | Nauchnij⁠(d)            | N. S. Cernîh                                           |
| 2916 Voronveliya  | 1978 PW2            | 8 august 1978      | Nauchnij               | N. S. Cernîh                                           |
| 2917 Sawyer Hogg  | 1980 RR             | 2 septembrie 1980  | Anderson Mesa          | E. Bowell                                              |
| 2918 Salazar      | 1980 TU4            | 9 octombrie 1980   | Palomar                | C. S. Shoemaker                                        |
| 2919 Dali         | 1981 EX18           | 2 martie 1981      | Siding Spring          | S. J. Bus                                              |
| 2920 Automedon    | 1981 JR             | 3 mai 1981         | Anderson Mesa          | E. Bowell                                              |
| 2921 Sophocles    | 6525 P-L            | 24 septembrie 1960 | Palomar                | C. J. van Houten, I. van Houten-Groeneveld, T. Gehrels |
| 2922 Dikanʹka     | 1976 GY1            | 1 aprilie 1976     | Nauchnij⁠(d)            | N. S. Cernîh                                           |
| 2923 Schuyler     | 1977 DA             | 22 februarie 1977  | Harvard Observatory⁠(d) | Harvard Observatory⁠(d)                                 |
| 2924 Mitake-mura  | 1977 DJ2            | 18 februarie 1977  | Kiso⁠(d)                | H. Kosai⁠(d), K. Hurukawa⁠(d)                            |
| 2925 Beatty       | 1978 VC5            | 7 noiembrie 1978   | Palomar                | E. F. Helin, S. J. Bus                                 |
| 2926 Caldeira     | 1980 KG             | 22 mai 1980        | La Silla               | H. Debehogne                                           |
| 2927 Alamosa      | 1981 TM             | 5 octombrie 1981   | Anderson Mesa          | N. G. Thomas⁠(d)                                        |
| 2928 Epstein      | 1976 GN8            | 5 aprilie 1976     | El Leoncito⁠(d)         | Felix Aguilar Observatory⁠(d)                           |
| 2929 Harris       | 1982 BK1            | 24 ianuarie 1982   | Anderson Mesa          | E. Bowell                                              |
| 2930 Euripides    | 6554 P-L            | 24 septembrie 1960 | Palomar                | C. J. van Houten, I. van Houten-Groeneveld, T. Gehrels |
| 2931 Mayakovsky   | 1969 UC             | 16 octombrie 1969  | Nauchnij⁠(d)            | L. I. Cernîh                                           |
| 2932 Kempchinsky  | 1980 TK4            | 9 octombrie 1980   | Palomar                | C. S. Shoemaker                                        |
| 2933 Amber        | 1983 HN             | 18 aprilie 1983    | Anderson Mesa          | N. G. Thomas⁠(d)                                        |
| 2934 Aristophanes | 4006 P-L            | 25 septembrie 1960 | Palomar                | C. J. van Houten, I. van Houten-Groeneveld, T. Gehrels |
| 2935 Naerum       | 1976 UU             | 24 octombrie 1976  | La Silla               | R. M. West⁠(d)                                          |
| 2936 Nechvíle     | 1979 SF             | 17 septembrie 1979 | Kleť                   | A. Mrkos                                               |
| 2937 Gibbs        | 1980 LA             | 14 iunie 1980      | Anderson Mesa          | E. Bowell                                              |
| 2938 Hopi         | 1980 LB             | 14 iunie 1980      | Anderson Mesa          | E. Bowell                                              |
| 2939 Coconino     | 1982 DP             | 21 februarie 1982  | Anderson Mesa          | E. Bowell                                              |
| 2940 Bacon        | 3042 P-L            | 24 septembrie 1960 | Palomar                | C. J. van Houten, I. van Houten-Groeneveld, T. Gehrels |
| 2941 Alden        | 1930 YV             | 24 decembrie 1930  | Flagstaff⁠(d)           | C. W. Tombaugh                                         |
| 2942 Cordie       | 1932 BG             | 29 ianuarie 1932   | Heidelberg             | K. Reinmuth                                            |
| 2943 Heinrich     | 1933 QU             | 25 august 1933     | Heidelberg             | K. Reinmuth                                            |
| 2944 Peyo         | 1935 QF             | 31 august 1935     | Heidelberg             | K. Reinmuth                                            |
| 2945 Zanstra      | 1935 ST1            | 28 septembrie 1935 | Johannesburg⁠(d)        | H. van Gent⁠(d)                                         |
| 2946 Muchachos    | 1941 UV             | 15 octombrie 1941  | Turku                  | L. Oterma                                              |
| 2947 Kippenhahn   | 1955 QP1            | 22 august 1955     | Heidelberg             | I. van Houten-Groeneveld                               |
| 2948 Amosov       | 1969 TD2            | 8 octombrie 1969   | Nauchnij⁠(d)            | L. I. Cernîh                                           |
| 2949 Kaverznev    | 1970 PR             | 9 august 1970      | Nauchnij               | Crimean Astrophysical Observatory⁠(d)                   |
| 2950 Rousseau     | 1974 VQ2            | 9 noiembrie 1974   | Zimmerwald⁠(d)          | P. Wild                                                |
| 2951 Perepadin    | 1977 RB8            | 13 septembrie 1977 | Nauchnij⁠(d)            | N. S. Cernîh                                           |
| 2952 Lilliputia   | 1979 SF2            | 22 septembrie 1979 | Nauchnij               | N. S. Cernîh                                           |
| 2953 Vysheslavia  | 1979 SV11           | 24 septembrie 1979 | Nauchnij               | N. S. Cernîh                                           |
| 2954 Delsemme     | 1982 BT1            | 30 ianuarie 1982   | Anderson Mesa          | E. Bowell                                              |
| 2955 Newburn      | 1982 BX1            | 30 ianuarie 1982   | Anderson Mesa          | E. Bowell                                              |
| 2956 Yeomans      | 1982 HN1            | 28 aprilie 1982    | Anderson Mesa          | E. Bowell                                              |
| 2957 Tatsuo       | 1934 CB1            | 5 februarie 1934   | Heidelberg             | K. Reinmuth                                            |
| 2958 Arpetito     | 1981 DG             | 28 februarie 1981  | La Silla               | H. Debehogne, G. DeSanctis⁠(d)                          |
| 2959 Scholl       | 1983 RE2            | 4 septembrie 1983  | Anderson Mesa          | E. Bowell                                              |
| 2960 Ohtaki       | 1977 DK3            | 18 februarie 1977  | Kiso⁠(d)                | H. Kosai⁠(d), K. Hurukawa⁠(d)                            |
| 2961 Katsurahama  | 1982 XA             | 7 decembrie 1982   | Geisei⁠(d)              | T. Seki                                                |
| 2962 Otto         | 1940 YF             | 28 decembrie 1940  | Turku                  | Y. Väisälä⁠(d)                                          |
| 2963 Chen Jiageng | 1964 VM1            | 9 noiembrie 1964   | Nanking⁠(d)             | Purple Mountain Observatory⁠(d)                         |
| 2964 Jaschek      | 1974 OA1            | 16 iulie 1974      | El Leoncito⁠(d)         | Felix Aguilar Observatory⁠(d)                           |
| 2965 Surikov      | 1975 BX             | 18 ianuarie 1975   | Nauchnij⁠(d)            | L. I. Cernîh                                           |
| 2966 Korsunia     | 1977 EB2            | 13 martie 1977     | Nauchnij               | N. S. Cernîh                                           |
| 2967 Vladisvyat   | 1977 SS1            | 19 septembrie 1977 | Nauchnij               | N. S. Cernîh                                           |
| 2968 Iliya        | 1978 QJ             | 31 august 1978     | Nauchnij               | N. S. Cernîh                                           |
| 2969 Mikula       | 1978 RU1            | 5 septembrie 1978  | Nauchnij               | N. S. Cernîh                                           |
| 2970 Pestalozzi   | 1978 UC             | 27 octombrie 1978  | Zimmerwald⁠(d)          | P. Wild                                                |
| 2971 Mohr         | 1980 YL             | 30 decembrie 1980  | Kleť                   | A. Mrkos                                               |
| 2972 Niilo        | 1939 TB             | 7 octombrie 1939   | Turku                  | Y. Väisälä⁠(d)                                          |
| 2973 Paola        | 1951 AJ             | 10 ianuarie 1951   | Uccle⁠(d)               | S. J. Arend⁠(d)                                         |
| 2974 Holden       | 1955 QK             | 23 august 1955     | Brooklyn⁠(d)            | Indiana University⁠(d)                                  |
| 2975 Spahr        | 1970 AF1            | 8 ianuarie 1970    | Cerro El Roble⁠(d)      | H. Potter, A. Lokalov⁠(d)                               |
| 2976 Lautaro      | 1974 HR             | 22 aprilie 1974    | Cerro El Roble         | C. Torres⁠(d)                                           |
| 2977 Chivilikhin  | 1974 SP             | 19 septembrie 1974 | Nauchnij⁠(d)            | L. I. Cernîh                                           |
| 2978 Roudebush    | 1978 SR             | 26 septembrie 1978 | Harvard Observatory⁠(d) | Harvard Observatory⁠(d)                                 |
| 2979 Murmansk     | 1978 TB7            | 2 octombrie 1978   | Nauchnij⁠(d)            | L. V. Juravliova                                       |
| 2980 Cameron      | 1981 EU17           | 2 martie 1981      | Siding Spring          | S. J. Bus                                              |
| 2981 Chagall      | 1981 EE20           | 2 martie 1981      | Siding Spring          | S. J. Bus                                              |
| 2982 Muriel       | 1981 JA3            | 6 mai 1981         | Palomar                | C. S. Shoemaker                                        |
| 2983 Poltava      | 1981 RW2            | 2 septembrie 1981  | Nauchnij⁠(d)            | N. S. Cernîh                                           |
| 2984 Chaucer      | 1981 YD             | 30 decembrie 1981  | Anderson Mesa          | E. Bowell                                              |
| 2985 Shakespeare  | 1983 TV1            | 12 octombrie 1983  | Anderson Mesa          | E. Bowell                                              |
| 2986 Mrinalini    | 2525 P-L            | 24 septembrie 1960 | Palomar                | C. J. van Houten, I. van Houten-Groeneveld, T. Gehrels |
| 2987 Sarabhai     | 4583 P-L            | 24 septembrie 1960 | Palomar                | C. J. van Houten, I. van Houten-Groeneveld, T. Gehrels |
| 2988 Korhonen     | 1943 EM             | 1 martie 1943      | Turku                  | L. Oterma                                              |
| 2989 Imago        | 1976 UF1            | 22 octombrie 1976  | Zimmerwald⁠(d)          | P. Wild                                                |
| 2990 Trimberger   | 1981 EN27           | 2 martie 1981      | Siding Spring          | S. J. Bus                                              |
| 2991 Bilbo        | 1982 HV             | 21 aprilie 1982    | Anderson Mesa          | M. Watt⁠(d)                                             |
| 2992 Vondel       | 2540 P-L            | 24 septembrie 1960 | Palomar                | C. J. van Houten, I. van Houten-Groeneveld, T. Gehrels |
| 2993 Wendy        | 1970 PA             | 4 august 1970      | Bickley⁠(d)             | Perth Observatory⁠(d)                                   |
| 2994 Flynn        | 1975 PA             | 14 august 1975     | Bickley                | Perth Observatory                                      |
| 2995 Taratuta     | 1978 QK             | 31 august 1978     | Nauchnij⁠(d)            | N. S. Cernîh                                           |
| 2996 Bowman       | 1954 RJ             | 5 septembrie 1954  | Brooklyn⁠(d)            | Indiana University⁠(d)                                  |
| 2997 Cabrera      | 1974 MJ             | 17 iunie 1974      | El Leoncito⁠(d)         | Felix Aguilar Observatory⁠(d)                           |
| 2998 Berendeya    | 1975 TR3            | 3 octombrie 1975   | Nauchnij⁠(d)            | L. I. Cernîh                                           |
| 2999 Dante        | 1981 CY             | 6 februarie 1981   | Anderson Mesa          | N. G. Thomas⁠(d)                                        |
| 3000 Leonardo     | 1981 EG19           | 2 martie 1981      | Siding Spring          | S. J. Bus                                              |